# 200 meter ryggsim för damer i simning vid olympiska sommarspelen 2004
Sammanställda resultaten för 200 meter fjärilsim, damer vid de Olympiska sommarspelen 2004.

## Rekord
| Världsrekord     | Krisztina Egerszegi (Ungern) | Aten, Grekland     | 2.06,62 | 25 augusti 1991 |
| Olympiskt rekord | Krisztina Egerszegi (Ungern) | Barcelona, Spanien | 2.07,06 | 31 juli 1992    |

## Medaljörer
| Guld:                     | Silver:                       | Brons:                                             |
| Kirsty Coventry, Zimbabwe | Stanislava Komarova, Ryssland | Reiko Nakamura, Japan Antje Buschschulte, Tyskland |

## Resultat
Från de 5 kvalheaten gick de 16 snabbaste vidare till semifinal.

Från semifinalerna gick de 8 snabbaste till final.
Alla tider visas i minuter och sekunder.

Q kvalificerad till nästa omgång

DNS startade inte.

DSQ markerar diskvalificerad eller utesluten.

### Kval

#### Heat 1
1. Hiu Wai Sherry Tsai, Hongkong 2.19,83
2. Gretchen Gotay Cordero, Puerto Rico 2.23,39
3. Saida Iskandarova, Uzbekistan 2.26,17

#### Heat 2
1. Evelyn Verraszto, Ungern 2.14,07 Q
2. Katerina Pivonkova, Tjeckien 2.16,08
3. Sadan Derya Erke, Turkiet 2.17,29
4. Man Hsu Lin, Taiwan 2.17,68
5. Da-Hye Lee, Sydkorea 2.17,73
6. Gisela Morales, Guatemala 2.18,23
7. Chonlathorn Vorathamrong, Thailand 2.21,11
8. Eirini Karastergiou, Grekland 2.21,93

#### Heat 3
1. Reiko Nakamura, Japan 2.11,14 Q
2. Kirsty Coventry, Zimbabwe 2.12,49 Q
3. Katy Sexton, Storbritannien 2.13,25 Q
4. Melissa Morgan, Australien 2.14,06 Q
5. Elizabeth Warden, Kanada 2.15,77
6. Alessia Filippi, Italien 2.17,29
7. Shu Zhan, Kina 2.31,56
8. Xiujun Chen, Kina DSQ

#### Heat 4
1. Stanislava Komarova, Ryssland 2.10,71 Q
2. Antje Buschschulte, Tyskland 2.12,96 Q
3. Hannah McLean, Nya Zeeland 2.13,33 Q
4. Aya Terakawa, Japan 2.13,55 Q
5. Sanja Jovanovic, Kroatien 2.15,01 Q
6. Kristen Caverly, USA 2.15,34
7. Karen Lee, Storbritannien 2.16,10
8. Alenka Kejzar, Slovenien DNS

#### Heat 5
1. Margaret Hoelzer, USA 2.12,55 Q
2. Jennifer Fratesi, Kanada 2.13,00 Q
3. Louise Ørnstedt, Danmark 2.13,05 Q
4. Nicole Hetzer, Tyskland 2.14,42 Q
5. Irina Amsjennikova, Ukraina 2.14,49 Q
6. Frances Adcock, Australien 2.14,85 Q
7. Anja Carman, Slovenien 2.17,62
8. Alexandra Putra, Frankrike 2.19,75

### Semifinaler

#### Heat 1
1. Reiko Nakamura, Japan 2.10,14 Q
2. Margaret Hoelzer, USA 2.11,68 Q
3. Aya Terakawa, Japan 2.12,21 Q
4. Katy Sexton, Storbritannien 2.12,62 Q
5. Jennifer Fratesi, Kanada 2.12,64
6. Sanja Jovanovic, Kroatien 2.13,76
7. Evelyn Verraszto, Ungern 2.13,98
8. Irina Amsjennikova, Ukraina 2.14,83

#### Heat 2
1. Stanislava Komarova, Ryssland 2.09,62 Q
2. Kirsty Coventry, Zimbabwe 2.10,04 Q Afrikanskt rekord
3. Antje Buschschulte, Tyskland 2.10,66 Q
4. Louise Ørnstedt, Danmark 2.11,77 Q
5. Hannah McLean, Nya Zeeland 2.12,87
6. Nicole Hetzer, Tyskland 2.13,01
7. Melissa Morgan, Australien 2.13,34
8. Frances Adcock, Australien 2.15,69

### Final
- 1 Kirsty Coventry, Zimbabwe 2.09,19 Afrikanskt rekord
- 2 Stanislava Komarova, Ryssland 2.09,72
- 3 Reiko Nakamura, Japan 2.09,88
- 3 Antje Buschschulte, Tyskland 2.09,88
- 5 Margaret Hoelzer, USA 2.10,70
- 6 Louise Ørnstedt, Danmark 2.11,15
- 7 Katy Sexton, Storbritannien 2.12,11
- 8 Aya Terakawa, Japan 2.12,90

## Tidigare vinnare

### OS
- 1896 – 1964: Ingen tävling
- 1968 i Mexico City: Lillian Watson, USA – 2.24,8
- 1972 i München: Melissa Belote, USA – 2.19,19
- 1976 i Montréal: Ulrike Richter, DDR – 2.13,43
- 1980 i Moskva: Rica Reinisch, DDR – 2.11,77
- 1984 i Los Angeles: Jolanda de Rover – 2.12,38
- 1988 i Seoul: Krisztina Egerszegi, Ungern – 2.09,29
- 1992 i Barcelona: Krisztina Egerszegi, Ungern – 2.07,06
- 1996 i Atlanta: Krisztina Egersegi, Ungern – 2.07,83
- 2000 i Sydney: Diana Mocanu, Rumänien – 2.08,16

### VM
- 1973 i Belgrad: Melissa Belote, USA – 2.20,52
- 1975 i Cali, Colombia: Birgit Treiber, DDR – 2.15,46
- 1978 i Berlin: Linda Jezek, USA – 2.11,93
- 1982 i Guayaquil, Ecuador: Cornelia Sirch, DDR – 2.09,91
- 1986 i Madrid: Cornelia Sirch, DDR – 2.11,37
- 1991 i Perth: Krisztina Egerszegi, Ungern – 2.07,06
- 1994 i Rom: Ci-Hong He, Kina – 2.07,40
- 1998 i Perth: Roxanna Maracineanu, Frankrike – 2.11,26
- 2001 i Fukuoka, Japan: Diana Mocanu, Rumänien – 2.09,94
- 2003 i Barcelona: Katy Sexton, Storbritannien – 2.08,74